# N. László Endre
Nagy László Endre (Komárom, 1930. szeptember 30. – Barcs, 2008. november 22.) ifjúsági író, muzeológus, tanár.

## Élete
Elemi iskoláit Pesten végezte, majd 1941-ben Révkomáromba költöztek. Ott végezte gimnáziumi tanulmányait és leérettségizett. 1949-1950-ben a Csallóközben segédtanítóskodott, majd 1954-ben a pozsonyi Pedagógia Karon magyar–szlovák szakot végzett. Ezt követően 1954-1957 között Somorján tanított. Az 1956-os magyar forradalom hatásaként miatt állásából elbocsátották. Dolgozott szövetkezeti raktárosként, könyvelőként, bányászként Ostraván, majd 1964 után (két évig) ismét tanított. Egy időben a Hét szerkesztője volt, 1972 után postai kézbesítő lett Pozsonypüspökin. Többszöri infarktusa miatt rokkanttá, majd részleges rokkanttá nyilvánították. Komáromba költözött, hogy gyermekkori álmát, a dunai aranymosás történetét kutassa és megírja. 1988-ban visszahonosíttatta magát. Magyarországra költözött és nyugdíjaztatásáig, 1993-ig a barcsi Dráva Múzeumban dolgozott.
A csallóközi aranymosásról készített filmje (bemutatva a Magyar és a Csehszszlovák TV-ben) 1984-ben a Miskolci Filmfesztiválon a Fesztivál díját nyerte. Elsősorban az Új Szóban és a Dolgozó Nőben publikált.

## Művei
- 1976 Az eltévedt napsugár
- 1985 Hej, halászok, halászok! I-II. Magyar Vízgazdálkodás 1985/4-5
- 1986 Viza- és tokhalászat a Dunán I-IV. Szabad Földműves 37/27-34
- 1988 A Duna aranya
- 1988 Aranymosás a Kárpát-medencében. Budapest
- 1989 A Duna óriásai. Múzsák - Múzeumi Magazin 1989/4, 14-15
- 1992 Mátyás kútja. Pécs
- 1996 A bűvös cimbalom
- 1999 Szivárványból nőtt mesék. Szeged
- 1999 Mátyás király utolsó mosolya. Nagykanizsa
- 2000 Felvidéki találkozások 1–2. Dunaszerdahely
- 2001 Aranymosás a csallóközi Dunában. Komárom
- 2002 Mégis kiköt a bárka. Szeged
- 2003 Istenke legszebb ajándéka, cigány mesék. Komárom